# 小野欣助
小野 欣助（おの きんすけ、1917年 - 1945年3月10日） は、日本の元アマチュア野球選手、大日本帝国陸軍軍人。早稲田大学野球部で捕手として活躍した人物である。大阪府出身。

## 来歴・人物
八尾中学（現・大阪府立八尾高等学校）を経て、1937年、早稲田大学に入学。壺井重治とは八尾中、早大の4年先輩に当たる。1939年秋季シーズンでは、打率.389をマークし、首位打者のタイトルを獲得した。南村不可止（後に侑広と改名し、西日本と巨人でプレー。早大在学時より「黒バットの南村」として有名だった。）とは同期であり、中軸打線を組んで早大の黄金時代に大きく貢献した。また早大野球部史に残る投手・松井栄造（1943年に中国で戦死）とはよくバッテリーを組んでいた。
早大卒業後に応召。その後、大日本帝国陸軍特別攻撃隊に編入し、1945年3月10日に台湾・台中上空にて、特攻訓練中に墜落死（戦死扱い）した。享年27。 
東京ドーム内の野球殿堂博物館にある戦没野球人モニュメントに、壺井と共に彼の名前が刻まれている。